# Австралія на зимових Олімпійських іграх 1956
Австралія брала участь у Зимових Олімпійських іграх 1956 року в Кортіна-д'Ампеццо (Італія) втретє за свою історію, але не завоювала жодної медалі. Збірну країни представляла 1 жінка.